# De wandelende tak
De Wandelende Tak (1984-2009) was een Nederlands radioprogramma over etnomusicologie. Het werd vanaf 1984 uitgezonden op Radio 4 door de VPRO en werd bedacht en gepresenteerd door de Vlaming Walter Slosse (1947-2016), en, in eerste instantie, uitgezonden vanuit zijn bezemkast thuis te Gent. Dit onder de noemer van Radio Vrij België, alsof het een ondergrondse zender betrof. In september 2004 verhuisde De Wandelende Tak naar 747 AM en daarna naar de Concertzender en Radio 6. De laatste uitzending was op 26 december 2009.  

## In Memoriam
Walter Slosse overleed in 2016 aan hartfalen tijdens een reportagereis in een trein in Duitsland.
Musicus en journalist Mark van Tongeren  schreef in zijn In Memoriam :
"...
Ik ontdekte De Wandelende Tak, Walter’s wekelijkse prime-time radioprogramma gewijd aan musici en reizigers uit alle uithoeken van de aarde. Wonderlijke, dramatische en ontroerende verhalen over reizen ver weg en dichtbij, met vaak ongehoorde en onbekende muziek. En altijd weer die fascinerende, gloedvolle stem.
Mijn verzoek om meer informatie rond 1990 leidde tot een uitnodiging voor een bezoek aan de VPRO studio: de stem kreeg een gezicht, en er bleek een vrouw achter de schermen te zijn die evenzeer een drijvende kracht was achter de enorme productiviteit van De Wandelende Tak en andere programma’s. Walter Slosse en Magda van der Eecken leefden voor de radio, dat was duidelijk. Het waren gouden media-jaren (royale budgetten, en bijna alles mocht), en dankzij de tomeloze inzet en het alsmaar uitdijende netwerk van Walter en Magda stroomde er micro- en macrokredieten naar allerlei musici die anders nooit gehoord werden, tot ver buiten Nederland. Walter stak overal helpende handen toe en liep altijd over van nieuwe ideeën. Zo liet hij mij vorig jaar bij hem thuis een vernuftig zonnecellen-batterijpak zien dat hij in de jaren negentig regelde in Eindhoven, zodat Louis Sarno in het regenwoud maandenlang Pygmeeënliederen kon opnemen."

## CD
Bij het 10-jarig jubileum werd een cd uitgebracht.